# Hassania Agadir
Hassania Agadir (Tamazight. ⵍⵃⴰⵙⴰⵏⵢⵢⴰ ⵏ ⵓⴳⴰⴷⵉⵔ ) – marokański klub piłkarski, grający obecnie w 1. lidze, mający siedzibę w mieście Agadir, leżącym nad Oceanem Atlantyckim.

## Historia
Klub został założony w 1946. Swój pierwszy sukces osiągnął w 1963, kiedy awansował do finału Coupe du Trône. W sezonie 2001/2002 zdobył mistrzostwo Maroka, a rok później powtórzył to osiągnięcie.

## Sukcesy
- Mistrzostwo Maroka (2 razy): 2002, 2003

- Finalista Coupe du Trône (3 razy): 1963, 2006, 2019

## Obecny skład
| Nr | Poz. | Piłkarz           |
| -- | ---- | ----------------- |
|    | BR   | Youssef Laabadi   |
|    | BR   | Fahd Lahmadi      |
|    | BR   | Younes Hamidallah |
|    | OB   | Adil Matouni      |
|    | OB   | Yassine Rami      |
|    | OB   | Jamal Lamine      |
|    | OB   | Mehdi Azouer      |
|    | OB   | Houcine Bouslak   |
|    | OB   | Azeddine Hissa    |
|    | OB   | Mohammed Lahceini |
|    | PO   | Abdelhafid Lirki  |
|    | PO   | Khalid Sbai       |

| Nr | Poz. | Piłkarz              |
| -- | ---- | -------------------- |
|    | PO   | Lamine Kourouma      |
|    | PO   | Chajiaa Abdelali     |
|    | PO   | Mohammed Râadouni    |
|    | PO   | Khalid Chakour       |
|    | PO   | Hicham Laksiri       |
|    | PO   | Nourredine Bouchâara |
|    | PO   | Ahmed Fatihi         |
|    | PO   | Yassine El Bissati   |
|    | NA   | Abdoulaye Fael       |
|    | NA   | Hafid Ouzid          |
|    | NA   | Abdelali Semlali     |
|    | NA   | Gerrard Bigua        |